# Cyphocharax nigripinnis
Cyphocharax nigripinnis är en fiskart som beskrevs av Richard P. Vari 1992. Cyphocharax nigripinnis ingår i släktet Cyphocharax och familjen Curimatidae. Inga underarter finns listade i Catalogue of Life.